# Dysstroma unicolorata
Dysstroma unicolorata là một loài bướm đêm trong họ Geometridae.